# سورنا (ربات)
ربات سورنا ربات انسان‌نما است که توسط دانشگاه تهران ساخته شده است. نام‌گذاری این ربات بر اساس نام سردار اشکانی، سورنا، انجام گرفته است. ربات سورنا در۴ نسل طراحی و ساخته شده است و امکانات آن در هر مرحله پیشرفته می‌شود.

## سورنا ۱

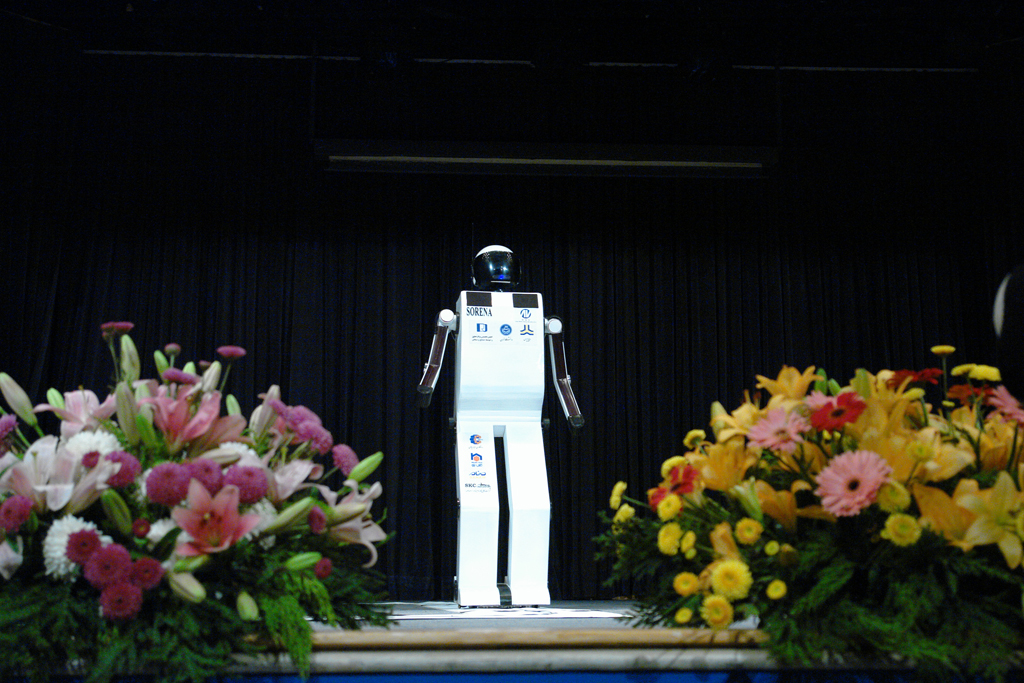
سورنا (مراسم رونمایی)

تیم مرکز سیستم‌ها و فناوری‌های پیشرفته دانشکده مهندسی مکانیک پردیس دانشکده‌های فنی دانشگاه تهران، با همکاری انجمن تخصصی مراکز تحقیق و توسعه صنایع و معادن و با دستیابی به دانش و فناوری طراحی، ساخت و برنامه‌ریزی ربات‌های انسان‌نما، اقدام به طراحی و ساخت ربات انسان‌نمای سورنا ۱ نمود. سورنا ۱ تنها به عنوان نمادی برای اعلام آغاز پروژه طراحی، ساخت و هوشمندسازی ربات انسان‌نما، در سال ۱۳۸۷ ارائه شد. این ربات ۱۶۵ سانتی‌متر قد و ۶۰ کیلوگرم وزن دارد و از قابلیت حرکت بر روی مسیر از قبل تعیین شده توسط موتورهای DC و سیستم مسیریاب و همچنین، حرکت و فعالیت به صورت دستی از طریق اپراتور برخوردار بوده است. علاوه بر این، سورنا۱ قابلیت تکلم متن‌های از پیش تعیین شده (در تمامی مراحل فعالیت) را نیز دارا بوده است. سورنا ۱ در روز ۲۴ آذر ماه ۱۳۸۷ در همایش انتخاب نوآوران برتر کشور رونمایی شد.

## سورنا ۲

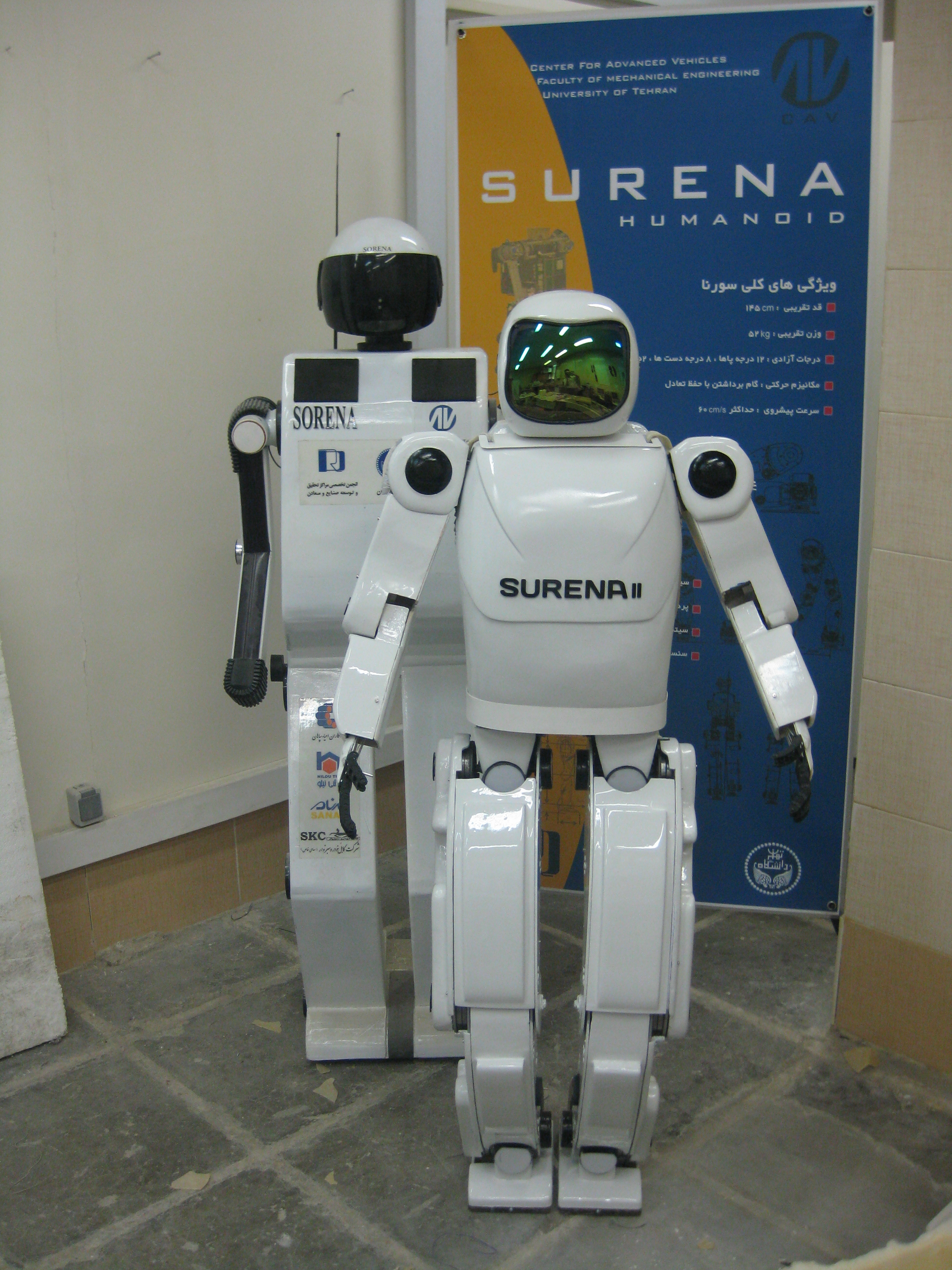
سورنا ۲ در کنار سورنا ۱

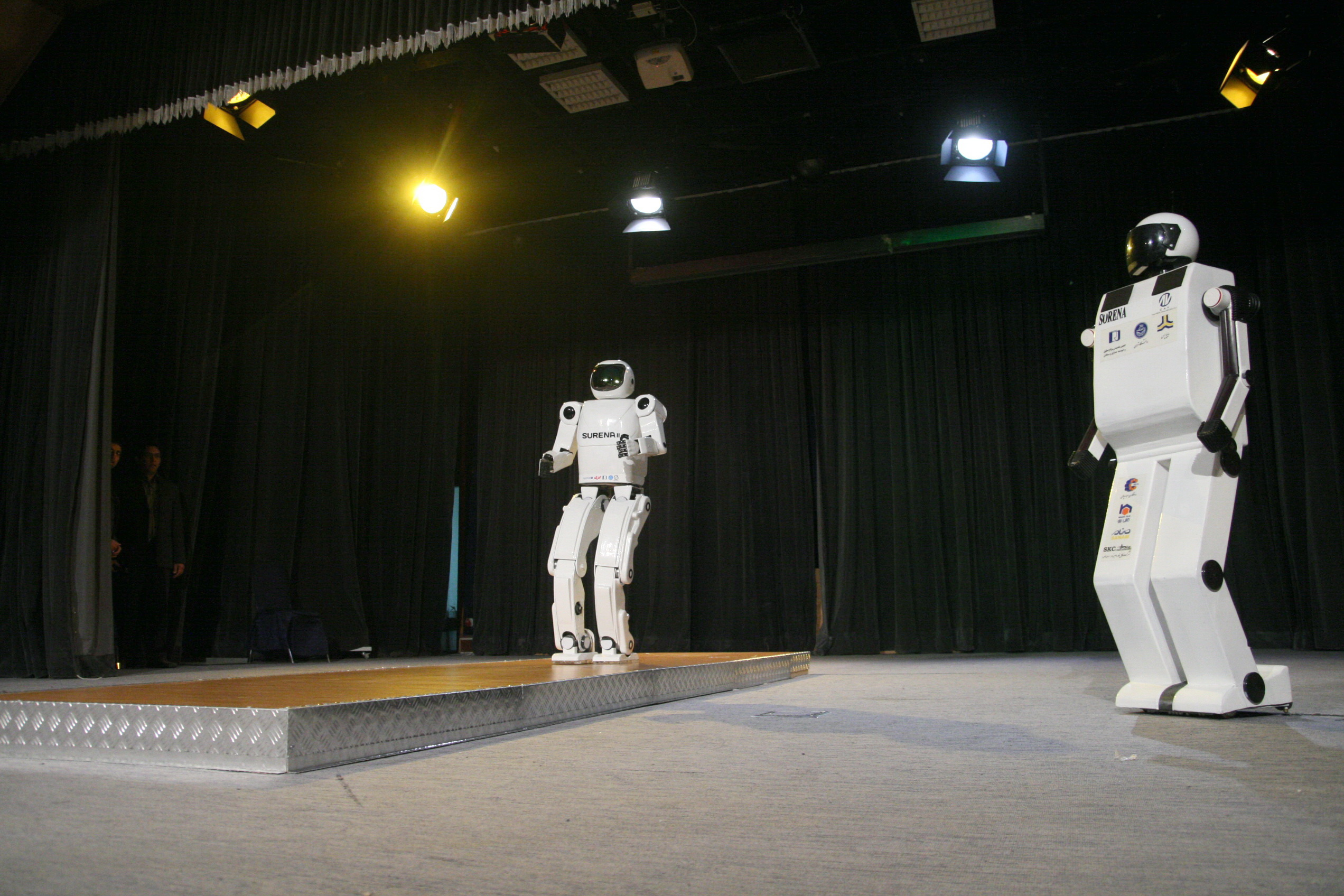
رونمایی از سورنا ۲

در راستای تکمیل و توسعه ربات انسان‌نمای سورنا ۱، مراحل طراحی و ساخت نسل دوم ربات سورنا مجدداً در مرکز سیستم‌های پیشرفته دانشگاه تهران آغاز گردید. این ربات که در ابعاد و وزن مشابه انسان ساخته شده است قادر است همانند یک انسان ولی با سرعتی آهسته‌تر و با ترکیبی از حرکات دست، سر و پا گام بردارد. داشتن مجموعاً ۲۲ درجه آزادی در بالاتنه و پایین‌تنه و گام برداشتن با حفظ تعادل از ویژگی‌های بارز این نسل از ربات سورنا محسوب می‌شود. سورنا۲ محصول بیش از ۱۰۰۰۰ نفر ساعت کار فشرده می‌باشد. مشخصات فنی سورنا ۲ در جدول زیر آورده شده است.
| مشخصات سورنا۲     | توضیح                                                         |
| ----------------- | ------------------------------------------------------------- |
| قد                | ۱۴۵ سانتیمتر                                                  |
| وزن               | ۴۵ کیلوگرم                                                    |
| درجات آزادی       | ۲۲ درجه (۱۲ درجه پائین‌ تنه، ۸ درجه دست‌ ها و ۲ درجه سر)        |
| مکانیزم حرکت      | گام برداشتن با حفظ تعادل                                      |
| سیستم کنترل       | MIMO Stable Control System                                    |
| پردازنده‌های داخلی | میکروکنترلر های AVR, DSP                                      |
| سیستم‌های محرک     | موتور DC، سر وموتور، هارمونیک درایو و گیربکس سیاره‌ای          |
| سنسورها           | Gyroscope, Accelerometer, Force Sensors, Pan and Tilt Sensors |
| تجهیزات جانبی     | دوربین، میکروفن و speaker                                     |

## سورنا ۳
پروژه ربات سورنا ۳ با هدف توسعه و ساخت ربات انسان‌نما با قابلیت‌های واقعی‌تر و طبیعی‌تر نسبت به نسل‌های پیشین خود و همچنین بسترسازی به منظور کاربرد فن‌آوری‌های گسترش‌یافته آن در حوزه‌ها وقالب‌هایی نظیر ربات‌های امدادگر و به‌توان به ویژه در کاربردهای پزشکی تعریف گردید.این ربات 190 سانتیمتر ارتفاع و 98 کیلوگرم وزن داشته و به چهار اندام مفصلی مجهز است.

ربات سورنا با :
- شش درجه آزادی در هر پا،
- هفت درجه در هر بازو،
- یک درجه در هر دست،
- یک درجه در نیم‌ تنه
- دو درجه در گردن

خود همراه است. این مفصل‌ها با موتور های EC نصب شده در بدنه‌ی تحتانی و بسته‌های موتور سروو در بدنه‌ی بالایی حرکت می‌کنند.
. این ربات همچنین قادر به برقراری ارتباط با افراد به لطف داشتن ماژول‌های بینایی، شناسایی صدا (به زبان پارسی) و حرف زدن است و در آن نیز نرم‌افزار سفارشی توسعه یافته توسط سیستم اجرایی ربات اجرا می‌شود. 
در هفته پایانی آبان ۱۳۹۴ از ربات انسان‌نمای سورنا ۳ رونمایی شد. این ربات توسط تیمی از پژوهشگران ایرانی دانشگاه تهران تحت عنوان مرکز سیستم‌ها و فن‌آوری‌های پیشرفته (Center of Advanced Systems and Technologies) یا همان CAST ساخته شده است. از توانایی‌های ویژه آن می‌توان به موارد ذیل اشاره کرد:

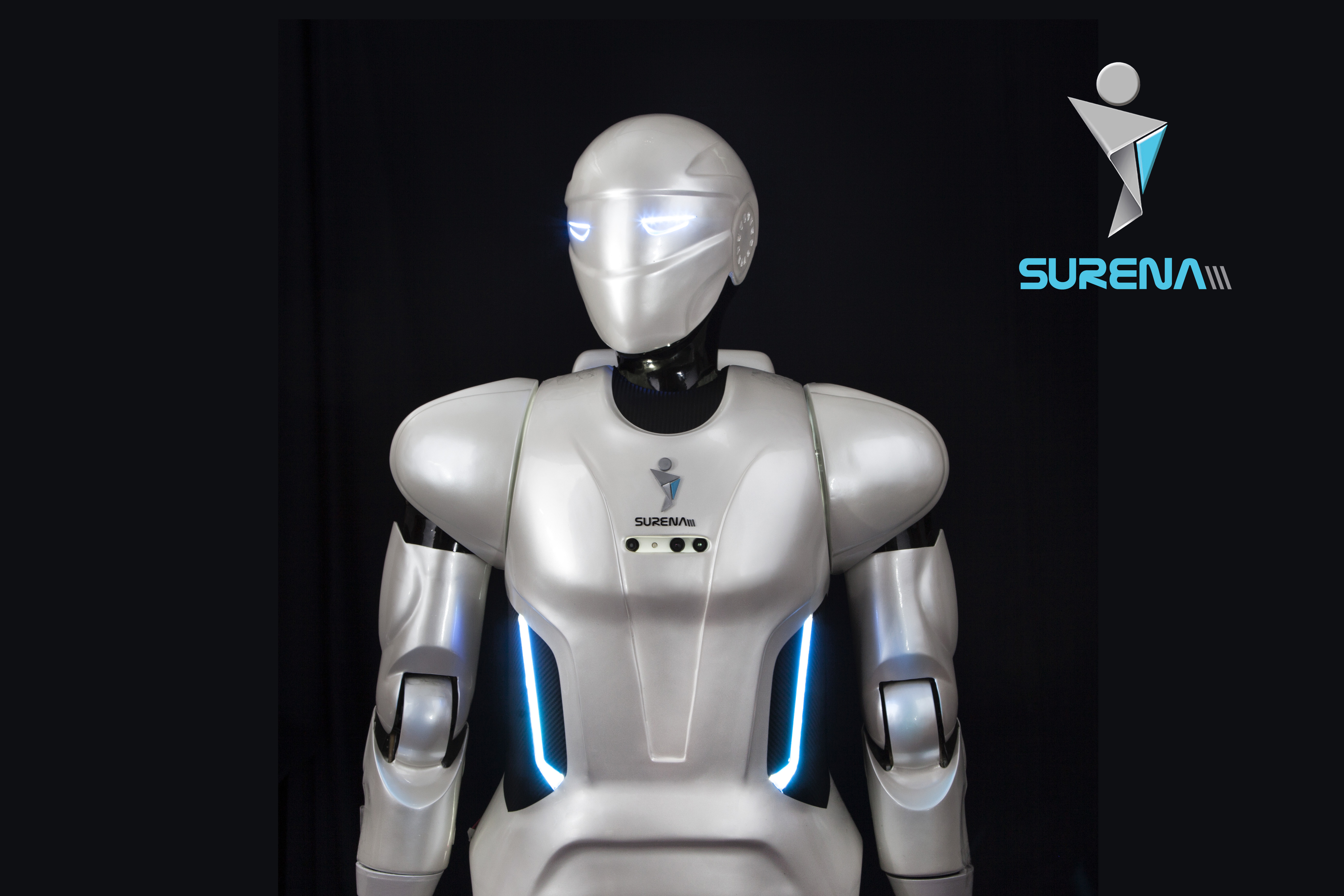
سورنا 3

سومین نسل ربات قادر به انجام فعالیت‌هایی مانند:
- امکان دویدن
- بازی فوتبال
- بالا رفتن از پله
- فارسی صحبت کردن
- در دست گرفتن اشیا
- گذر از مسیرهای مستقیم و منحنی
- مجموعاً ۳۵ درجه آزادی در بالاتنه و پایین‌تنه
- افزایش سرعت گام برداری
- توانایی چرخش
- توانایی بالارفتن از سطح شیب‌دار
- قابلیت تشخیص و شناسایی چهره و اشیاء
- قابلیت گریپینگ
- قابلیت تشخیص صدا و جملات

-سورنا قادر به نظارت بر سنسورهای آنبرد خود و تقلید از حرکات انسان‌ها است

## سورنا مینی
این ربات  ۵۰ سانتی متری که توسط پژوهشگران یک شرکت دانش بنیان و دانشگاه تهران ساخته شد برگرفته از نسل سوم خانواده ی ربات ملی سورنا است.
سورنا مینی دارای ۲۳ درجه آزادی بوده که ۱۲ درجه آزادی در پایین تنه و ۱۱ درجه در بالا تنه است. دارای یک فرهنگ لغات کوچک فارسی است.
در صورت دستور به ربات می تواند  به تمام دستورات از پیش برنامه ریزی شده (چه بصورت خودکار و از طریق اپراتر) واکنش نشان دهد. . همچنین توانایی عوض کردن مسیر یا واکنش به رفتار دیگران از دیگر ویژگی های این ربات به شمار می رود. مینی سورنا می تواند از پله بالا و پایین رود.
او از قدرت پردازش تصویری و صوتی بالایی برخوردار است و می تواند صدا را به صورت همزمان پردازش کند.می تواند فاصله خود را با اجسام به راحتی اندازه گیری کند تا با اجسام برخورد نکند.
حرکت و کنترل:
- این ربات دارای 23 درجه آزادی (Dof) است که به آن امکان اجرای حرکات نسبتا پیچیده مانند راه رفتن، نشستن، چرخش و حرکات دست را می‌دهد.

- سیستم حرکت آن شامل استفاده از موتورهای DC  است که بر اساس الگوریتم‌های کنترلی پیچیده، حرکات را دقیق و هماهنگ می‌کند.

هوش مصنوعی و یادگیری:
- سورنا مینی از الگوریتم‌ های یادگیری ماشین و پردازش زبان طبیعی (NLP) برای بهبود تعاملات خود با انسان‌ها استفاده می‌کند. این ربات توانایی تحلیل و پاسخ به دستورات صوتی و یا حرکات دست را دارد.
- به‌کارگیری الگوریتم‌های متنوع یادگیری عمیق به این ربات کمک می‌کند تا در محیط‌های پیچیده و متغیر خود را سازگار کند و از تجربیات گذشته خود یاد بگیرد.

عقیل یوسفی کما مجری این طرح پژوهشی گفت: این محصول که با رویکرد معرفی صنعت رباتیک در زمینه ربات های اجتماعی ارائه شده تنها گام اولیه در نمایش ظریفیت و توانمندی های این دسته از سامانه های هوشمند برای خدمت رسانی به شمار می رود.

## سورنا ۴

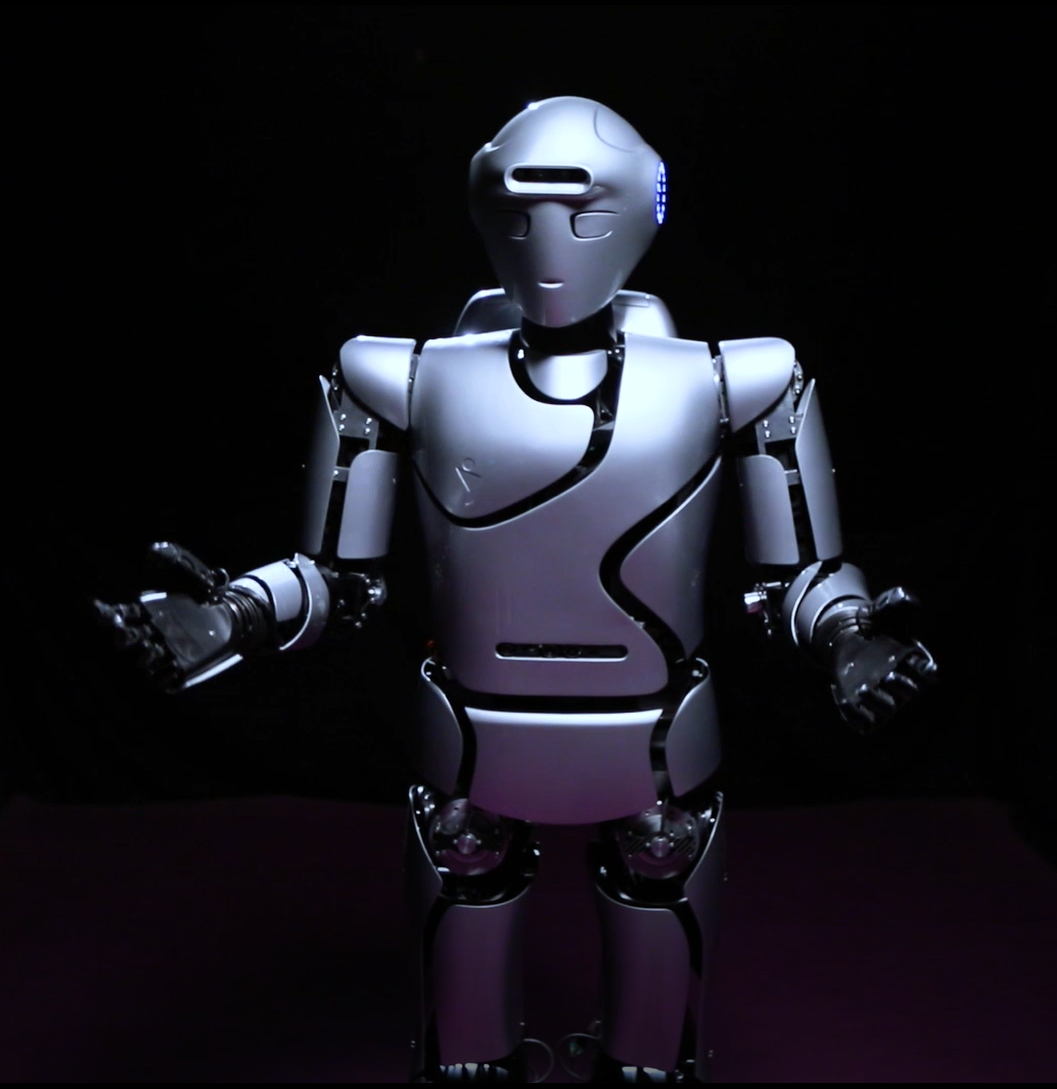
سورنا 4

نسل چهارم این ربات با حمایت معاونت علمی و فناوری ریاست جمهوری در سال ۱۳۹۸ رونمایی شد. درجات آزادی این ربات به ۴۳ درجه افزایش پیدا کرده و از انعطاف بیشتری در حرکات بالاتنه برخوردار شده است. در حالی که سرعت میانگین در سورنا ۳ به ۰٫۳ کیلومتر بر ساعت می‌رسید، سورنا ۴ با سرعت ۰٫۷ کیلومتر بر ساعت می‌تواند حرکت کند. قد این ربات ۱۷۰ سانتی‌متر و وزن آن نیز ۶۸ کیلوگرم می‌باشد.
قابلیت‌های نرم‌افزاری و هوش مصنوعی ربات نیز در مقایسه با نسل‌های قبلی بهبود یافته است و می‌تواند به کمک هوش مصنوعی متن فارسی را به صوت و صوت فارسی را به متن تبدیل کند و به کمک دو دوربین عمق موجود بر روی ربات اجسام را تشخیص دهد و آن‌ها را با دستش دنبال کند.
در سال ۲۰۲۰ انجمن مهندسان مکانیک آمریکا در گزارشی از این ربات در میان ۱۰ ربات انسان نما سال ۲۰۲۰ به عنوان یک ربات پژوهشی نام برد.